# Gryfino
Gryfino (Greifenhagen fino al 1945) è un comune urbano-rurale polacco del distretto di Gryfino, nel voivodato della Pomerania Occidentale.
Ricopre una superficie di 253,62 km² e nel 2005 contava 31 238 abitanti.
Sul suo territorio sorge la foresta di Krzywy Las, considerata monumento naturale nazionale.